# Xã Stanton, Michigan
Xã Stanton (tiếng Anh: Stanton Township) là một xã thuộc quận Houghton, tiểu bang Michigan, Hoa Kỳ. Năm 2010, dân số của xã này là 1.419 người.